# Ascopariidae
Famille
Les Ascopariidae sont une famille de némertodermatides, des vers marins microscopiques.

## Liste des genres
Selon World Register of Marine Species (5 janvier 2016) :
- Ascoparia Sterrer, 1998
- Flagellophora Faubel & Dörjes, 1978

## Publication originale
- (en) Sterrer, 1998 : New and known Nemertodermatida (Playthelminthes-Acoelomorpha) a revision. Belgian Journal of Zoology, vol. 128, p. 55-92.